# ルイの9番目の人生
『ルイの9番目の人生』（ルイのきゅうばんめのじんせい、The 9th Life of Louis Drax）は、2016年に公開されたイギリス・カナダ・アメリカ合衆国の合作によるスリラー映画である。監督はアレクサンドル・アジャ、主演はジェイミー・ドーナンが務めた。本作はリズ・ジェンセンが2004年に発表した小説『ルイの九番目の命』を原作としている。
なお、本作の日本語版字幕は牧野琴子が担当している。

## ストーリー
物語は9歳の少年ルイ・ドラックスが自分の短い人生を回想するところから始まる。ルイはごく普通の家庭に生まれ育ったにも拘わらず、命を落としかけたことが9回もあるのだという。直近に遭遇した事故は、一家でピクニックに出かけた際、崖から転落したというものだった。何故自分が転落したのかは、ルイにも分からなかった。
過去。ルイは精神科医のDr.ペレーズとセッションを行っていた。Dr.ペレーズがルイに過去の体験について尋ねたところ、ルイはかなり奇矯な振る舞い―極度の人間不信に陥ったり、ペットのハムスターたちを次々と殺したりした―を繰り返していたことが分かる。ルイはそうした行動を「やりたいことをやる権利を行使しただけだ」と正当化するばかりで、反省の色は微塵もなかった。Dr.ペレーズはルイの両親ピーターとナタリーが鍵を握っていると考えた。確かに、ピーターとナタリーの夫婦仲は険悪であった。しかも、あろうことかピーターはルイと元妻を連れてシーワールドに旅行したことすらあった。当然、それを知ったナタリーは憤慨し、夫婦喧嘩になってしまった。Dr.ペレーズはルイに「君がここで言ったことは誰にも言わないよ」と言ったが、ナタリーにルイの体験談が事実なのか確認をした。ところが、Dr.ペレーズが夫婦関係に介入してきたと思い込んだナタリーは、一方的に治療の終了を宣言した。ルイも約束を破ったと怒り、Dr.ペレーズに抗議の手紙を送った。
現在。崖から転落したルイに医者から死亡宣告が下された。しかし、霊安室で突如息を吹き返したため、昏睡状態のまま治療が続けられることとなった。事故後行方をくらましたピーターに容疑が向けられた。ルイの一件に関心を持ったアラン・パスカル医師は、ルイスの主治医に志願した。ナタリーと交流する中で、パスカルは彼女に惹かれていった。ついには公の場でキスをするまでに至った。その直後、ルイは突然意識を取り戻した。しかし、「お父さん」と一言呟いた直後、再び昏睡状態に陥った。
ナタリーとパスカル宛に関係を終わらせるよう脅迫する手紙が届いたが、その差出人の名前はルイ・ドラックスとなっていた。事件の捜査の責任者であるダルトンは、その脅迫状がピーターによって書かれたものであると断定したが、念のため、病院内にいる全員の筆跡を検査した。ナタリーの身に危険が迫っていると判断した警察は、病院の一室でナタリーを警護することにした。ダルトンはパスカルに「ナタリーに恋愛感情を抱くな」と忠告したが、彼は聞く耳を持とうとしなかった。その頃、ナタリーはルイを養子に出す手続きを進めていた。ナタリーはパスカルに「ルイは他の男にレイプされたときにできた子供なの」と涙ながらに語った。その言葉を聞いたパスカルは、ついにナタリーと一線を越えてしまった。
ピーターの母親、ルイの父方の祖母であるヴァイオレットが孫を見舞うために病院へやって来た。長年の人生経験から、彼女はナタリーとパスカルが恋愛関係にあることを見抜いた。彼女は「ナタリーは気性が不安定で、嘘をつくのが得意なんですよ。」とパスカルに語った。それを聞いたパスカルは、ナタリーがレイプされたという話も嘘なのではないかと疑い始めたが、その矢先、ピーターの死体が発見されたとの一報が入ってきた。崖から転落し、それ以降も生きてはいたが、洞窟の中で肺炎で死亡したことがわかる。脅迫状を出したのはピーターではないことが明らかに。
上述の出来事が起きているとき、ルイはまるでそれらを見たかのようなうわごとを呟いていた。その語りの中で、ルイは海藻に覆われた謎の生物に遭遇した。その生き物はルイを励ましたのである。ルイのベッドの側で寝落ちしたとき、パスカルも同じような生き物を夢で見た。ルイはとある洞窟の中でその生き物に会っていた。驚くべきことに、ピーターの死体は洞窟の中で発見され、しかも海藻が体に巻き付いていたのである。ルイが夢で会っている生き物はピーターだと考えるよりなかった。
夢を媒介にしてパスカルはルイの意識と接触することに成功した。そこで彼から聞かされた真実は、何ともおぞましいものであった。

## キャスト
- ジェイミー・ドーナン - アラン・パスカル医師（吹替：前田一世）
- サラ・ガドン - ナタリー・ドラックス（吹替：舞山裕子）
- アーロン・ポール - ピーター・ドラックス（吹替：高橋大輔）
- エイダン・ロングワース - ルイ・ドラックス（吹替：新田早規）
- オリヴァー・プラット - Dr.ペレーズ（吹替：玉野井直樹）
- モリー・パーカー - ダルトン（吹替：米倉希代子）
- ジュリアン・ワダム - ジェネク医師
- ジェーン・マグレガー - ソフィー（吹替：竹村知美）
- バーバラ・ハーシー - ヴァイオレット（吹替：伊沢磨紀）
- テリー・テェン - エリオット　(吹替：中島智彦)
- アンジェリ・ジェイ　-　メイシー (吹替：押川チカ)
- リナ・ローセラー ‐ ケイトリン (吹替 : 横山友香)
- ルーク・カミレーリ ‐ アレックス　(吹替 : 清水裕亮)
- サラ=ジェーン・レッドモンド - ヘレン (吹替 : 中村綾)
- アレックス・ザハラ - ナハラ (吹替 : 吉富英治)
- バーバラ・ハーシー - バイオレット (吹替 : 伊沢磨紀)
- 産科医 - (吹替 : 露木徳幸)
- ER看護婦男 - (吹替 : 佐久間元輝)

## 製作
アンソニー・ミンゲラはリズ・ジェンセンの『ルイの九番目の命』を映画化する構想を抱いていたが、2008年に逝去した。息子のマックス・ミンゲラが父親の意志を引き継いで映画化にこぎ着けたのが本作である。
2014年8月、ジェイミー・ドーナンがアレクサンドル・アジャ監督の新作映画に出演すると報じられた。9月、サラ・ガドン、アーロン・ポール、エイデダン・ロングワース、オリヴァー・プラット、モリー・パーカー、バーバラ・ハーシーらの出演が決まった。

## 公開
2016年5月、ソーダ・ピクチャーズが本作の全英配給権を購入したとの報道があった。6月、サミット・エンターテインメントが本作の全米配給権を獲得したと発表した。

## 評価
本作に対する批評家の評価は芳しいものではない。映画批評集積サイトのRotten Tomatoesには59件のレビューがあり、批評家支持率は39%、平均点は10点満点で5.1点となっている。サイト側による批評家の見解の要約は「『ルイの9番目の人生』は興味をそそられる作品で、画面の出来も上々である。しかし、断片的な要素がちゃんと纏まっていない。」となっている。また、Metacriticには20件のレビューがあり、加重平均値は41/100となっている。